# O.J. Mayo
O.J. Mayo, właśc. Ovinton J'Anthony Mayo (ur. 5 listopada 1987 w Huntington) – amerykański koszykarz, grający na pozycji rzucającego obrońcy, obecnie zawodnik Uniksu Kazań.
W 2007 wystąpił w dwóch meczach gwiazd amerykańskich szkół średnich – McDonald’s All-American i Nike Hoop Summit. Został też wybrany najlepszym zawodnikiem amerykańskich szkół średnich (Mr. Basketball USA) oraz stanu Ohio (Ohio Mr. Basketball - 2005, 2006, Ohio Gatorade Player of the Year - 2005, 2006). Zaliczono go do I składu Parade All-American (2006, 2007) i USA Today All-USA (2005, 2006, 2007) oraz II składu Parade All-American (2005).
Ukończył college Southern California. 26 czerwca 2008 został wybrany z nr 3 w drafcie NBA przez Minnesotę Timberwolves. W drużynie z Minnesoty jednak nigdy nie zagrał. Po wyborze w drafcie Mayo został oddany w wymianie do Memphis Grizzlies. W tym zespole zadebiutował w lidze letniej NBA.
W swym debiutanckim sezonie 7 razy rzucał 30 lub więcej punktów w meczu. W głosowaniu na debiutanta roku zajął drugie miejsce, tuż za rozgrywającym Chicago Bulls, Derrickiem Rose.
1 listopada 2009 ustanowił swój rekord życiowy, zdobywając 40 punktów przeciwko Denver Nuggets, osiągając skuteczność z gry 17 celnych na 25 wykonanych rzutów.
W 2010 został zdyskwalifikowany na 10 spotkań za stosowanie zabronionego sterydu o nazwie DHEA. W lutym 2011 brał udział w wymianie, w ramach której trafił do Indiana Pacers. Jednak później okazało się, że przedstawiciele obu klubów zgłosili wymianę za późno i ostatecznie Mayo został w Memphis.
17 lipca 2012 jako wolny agent podpisał dwuletni kontrakt z Dallas Mavericks.
13 lipca 2013, Mayo, który wcześniej wykorzystał opcję gracza i został wolnym agentem, podpisał kontrakt z Milwaukee Bucks.
1 lipca 2016, O.J został wykluczony z gry w NBA za używanie narkotyków. Od 2018 będzie mógł się ubiegać o zmianę decyzji.
4 kwietnia 2018 podpisał umowę z portorykańskim Atleticos de San German. 
8 maja 2019 dołączył do chińskiego Hunan Jinjian Miye, występującego w lidze NBL. 20 października został zawodnikiem Fubon Braves.
18 września 2021 zawarł kontrakt z Uniksem Kazań.

## Osiągnięcia
Stan na 6 października 2021, na podstawie, o ile nie zaznaczono inaczej.
NCAA
- Uczestnik turnieju NCAA (2008 – NCAA anulowała wyniki zespołu z tamtego sezonu)
- MVP turnieju Anaheim Classic (2008)
- Zaliczony do I składu:
  - Pac-10 (2008)
  - pierwszoroczniaków Pac-10 (2008)
  - defensywnego Pac-10 (2008)
  - turnieju:
    - Pac-10 (2008)
    - Anaheim Classic (2008)

NBA
- Zaliczony do I składu debiutantów NBA (2009)[14]
- Uczestnik Rising Stars Challenge (2009, 2010)
- Debiutant miesiąca (listopad 2008, kwiecień 2009)
- Lider play-off w skuteczności rzutów wolnych (2015 - wspólnie z Jarrettem Jackiem i Patrickiem Millsem)[15]

Inne
(* – nagrody przyznane przez portal asia-basket.com)
- Zaliczony do II składu ligi tajwańskiej (2019)*[16]
- Uczestnik meczu gwiazd ligi tajwańskiej (2019)